# Escut de Santa Eugènia de Berga

Escut oficial de Santa Eugènia de Berga

L'escut oficial de Santa Eugènia de Berga té el següent blasonament:
Escut caironat: d'or, una palma de sinople posada en pal enfilant una corona de flors de gules fullades de sinople; el peu quarterat en sautor; 1r, i 4t, d'or, 4 pals de gules; i al 2n i al 3r, d'argent, una creu abscissa de gules. Per timbre una corona mural de poble.

## Història
Va ser aprovat el 20 de febrer de 1987 i publicat al DOGC el 25 de març del mateix any amb el número 820.
La palma i la corona de llorer són els atributs del martiri de santa Eugènia, la patrona del poble. Al peu s'hi veu l'escut d'armes de Vic, ja que aquesta ciutat va ajudar la gent de Santa Eugènia a deslliurar-se de la jurisdicció del castell de Taradell el 1385. A partir d'aleshores, el poble fou considerat un "carrer de Vic", i tenia els mateixos privilegis que els ciutadans vigatans.